# Стокман
Stockmann (вимовляється Сто́кман) — фінська компанія роздрібної торгівлі та однойменна мережа магазинів з продажу одягу та товарів для дому. Штаб-квартира — в Гельсінкі. Крім універмагів Стокманн компанія також володіє такими відомими брендами одягу, як Seppälä (Сеппала) та Lindex, а на російському ринку з франшизи розвиває такі бренди, як Bestseller (Jack Jones, Vero Moda та інші). Раніше Stockmann з франшизи розвивав магазини Zara та Nike, перші були продані, а другі закриті.

## Історія
Заснована в 1862 році Георгом Францом Штокманном, німецьким купцем з Любека, який розпочав свою діяльність з керівництва скляним магазином у Гельсінкі. Через 18 років компанія відкрила перший у Гельсінкі універсальний магазин. 1918 року до цього приватна фірма була акціонована. Першою телевізійною трансляцією у Фінляндії у 1950 році став репортаж з універмагу Стокман у Гельсінкі. В 1985 році Стокман придбала компанію каталожної торгівлі Hobby Hall, а в 1998 році компанія стала відкритим акціонерним товариством.

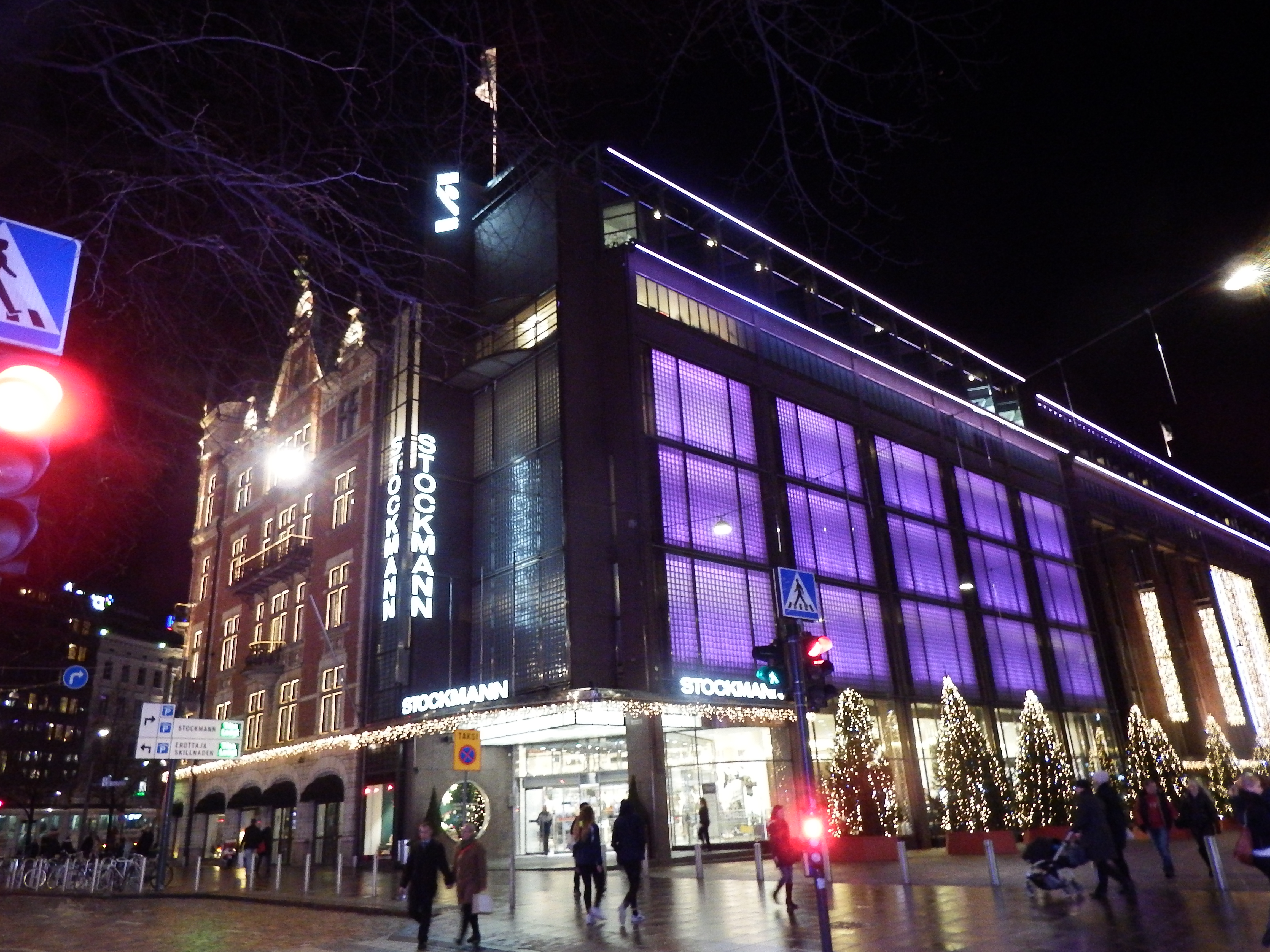
Універмаг Stockmann в Гельсінкі (найбільший універмаг у країнах Скандинавії)

У лютому 2015 року керівництво компанії підписало угоду про продаж мережі магазинів Seppälä їх нинішнім власникам Евеліні Мелентьефф та її дружину Тімо Мелентьефф.

## Діяльність
Двічі на рік, навесні та восени, починаючи з 1986 року, торгова мережа проводить кампанію під назвою «Божевільні дні», для якої готується спеціальний асортимент товарів.
Загальна чисельність персоналу — 15 тис осіб (2010 рік). У 2006 році оборот групи склав 1,3 млрд євро, операційний прибуток — 129 млн євро, чистий прибуток 72 млн євро.

### Stockmann у Росії
Stockmann вийшла на російський ринок у 1989 році, ставши однією з перших іноземних компаній і одним з перших рітейлерів, що зайшли на російський ринок. Перший повноцінний магазин розташовувався з 1998 до 2009 року в Смоленському пасажі в Москві. Це був другий закордонний Стокман після таллінського.
На 2010 рік компанія Stockmann мала в Росії п'ять універсальних магазинів (універмаг «Стокманн» у ТЦ «Смоленський Пасаж» було закрито і замість нього 13 лютого 2009 року відкрився магазин «Калинка-Стокманн» у Торговому Центрі «Метрополіс»). 4 березня 2010 року було відкрито універмаг «Калинка-Стокманн» у ТЦ «Золотий Вавилон» у московському районі Ростокине.
12 листопада 2010 року в присутності прем'єр-міністра Фінляндії Марі Ківініємі був відкритий найбільший універмаг «Стокманн» в Росії, який знаходиться в Санкт-Петербурзі, в торговому центрі «Невський центр» на перетині Невського проспекту та вулиці Повстання. 30 березня 2011 року в ТЦ «Гринвич» було відкрито перший в Єкатеринбурзі універмаг «Стокманн».
У 2015 році керівництвом компанії було прийнято рішення про закриття до кінця 2016 трьох універмагів в московських торгових комплексах «МЕГА». Мережа магазинів жіночого одягу Lindex, що входить до структури Стокмана, має в Росії 19 торгових точок, заплановані до закриття.
3 березня 2018 року «Стокман» відкрився в Краснодарі в торгово-розважальному центрі «OZ Молл».
У 2019 році було відкрито два універмаги «Стокманн» у Москві: у ТЦ Європейський та ТГ Модний Сезон.

### Stockmann в Естонії
Перший магазин Стокман в Естонії відкрився в 1993 році. Універмаг у центрі Таллінна за адресою Лійвалайа, 53 відкрився в 1996 році.
У 2011 році здійснено детальне планування з об'єднанням певних ділянок вулиць Лійвалайа та Маакрі для розбудови всього торгового комплексу із збереженням історичного димоходу, котрий належав колишній паперовій фабриці.

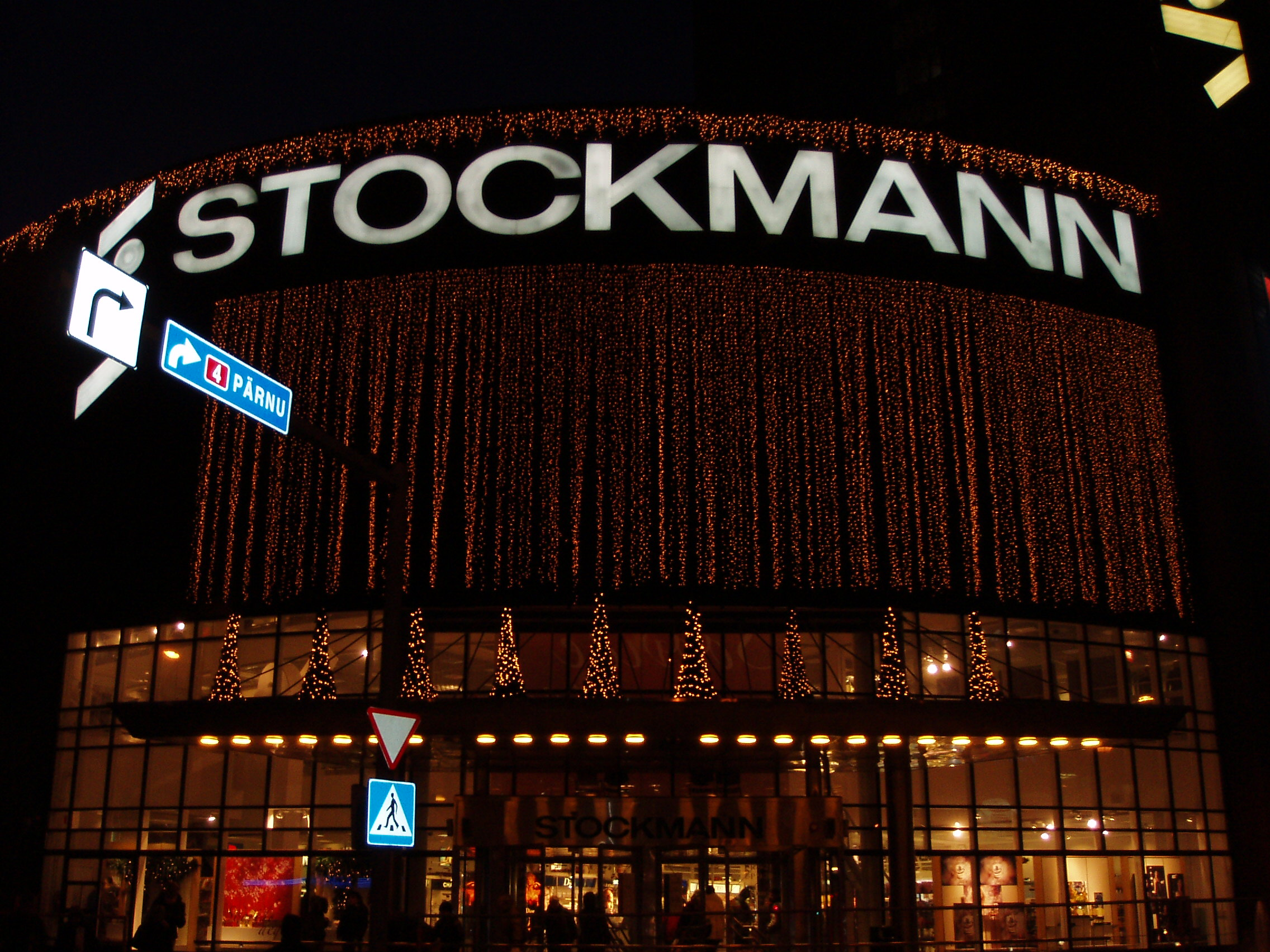
Stockmann в зимнем Таллине
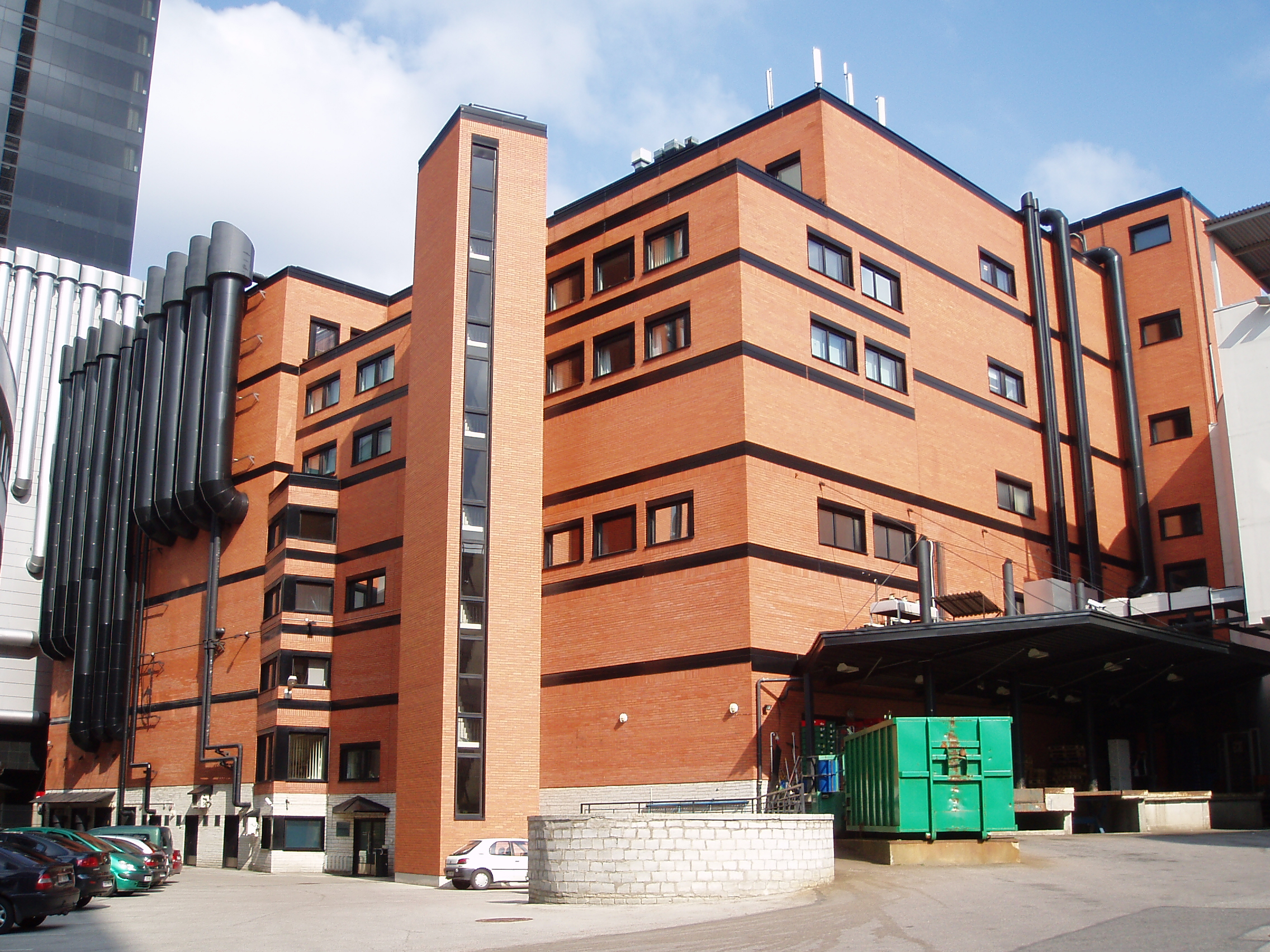
Задний план Stockmann с разгрузочной эстакадой
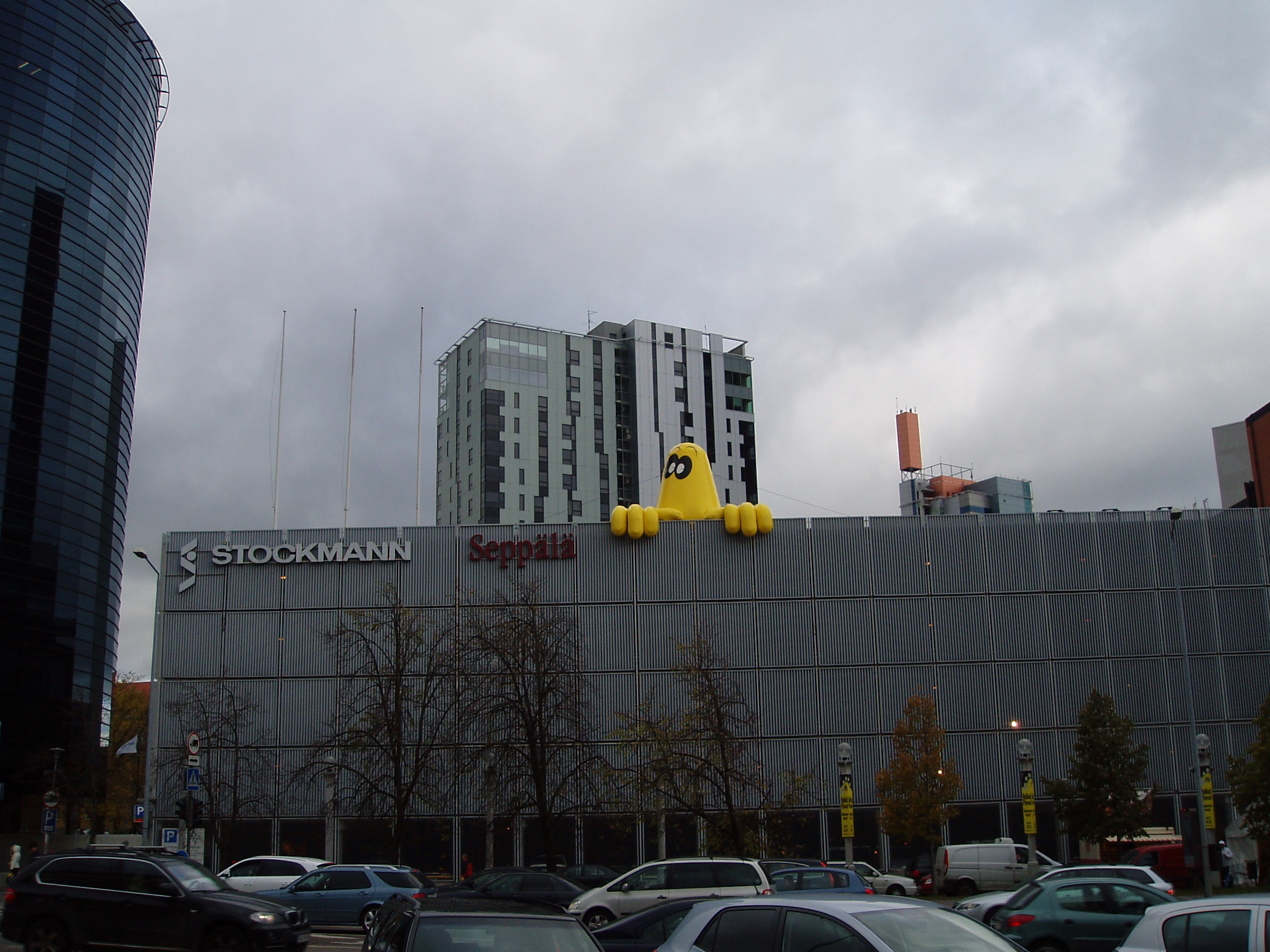
Сумасшедшие дни в Таллинском универмаге Stockmann
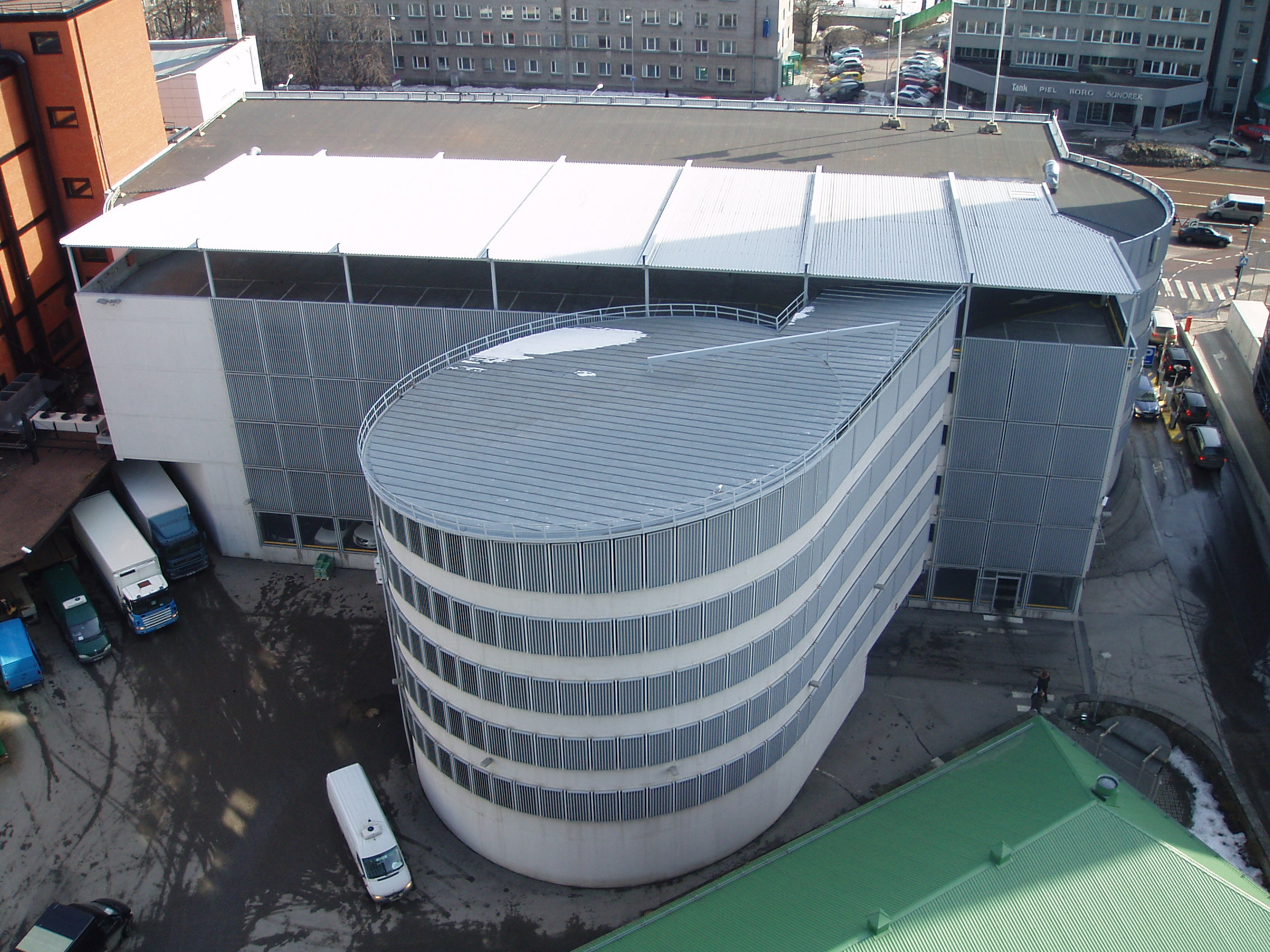
Парковка универмага Stockmann
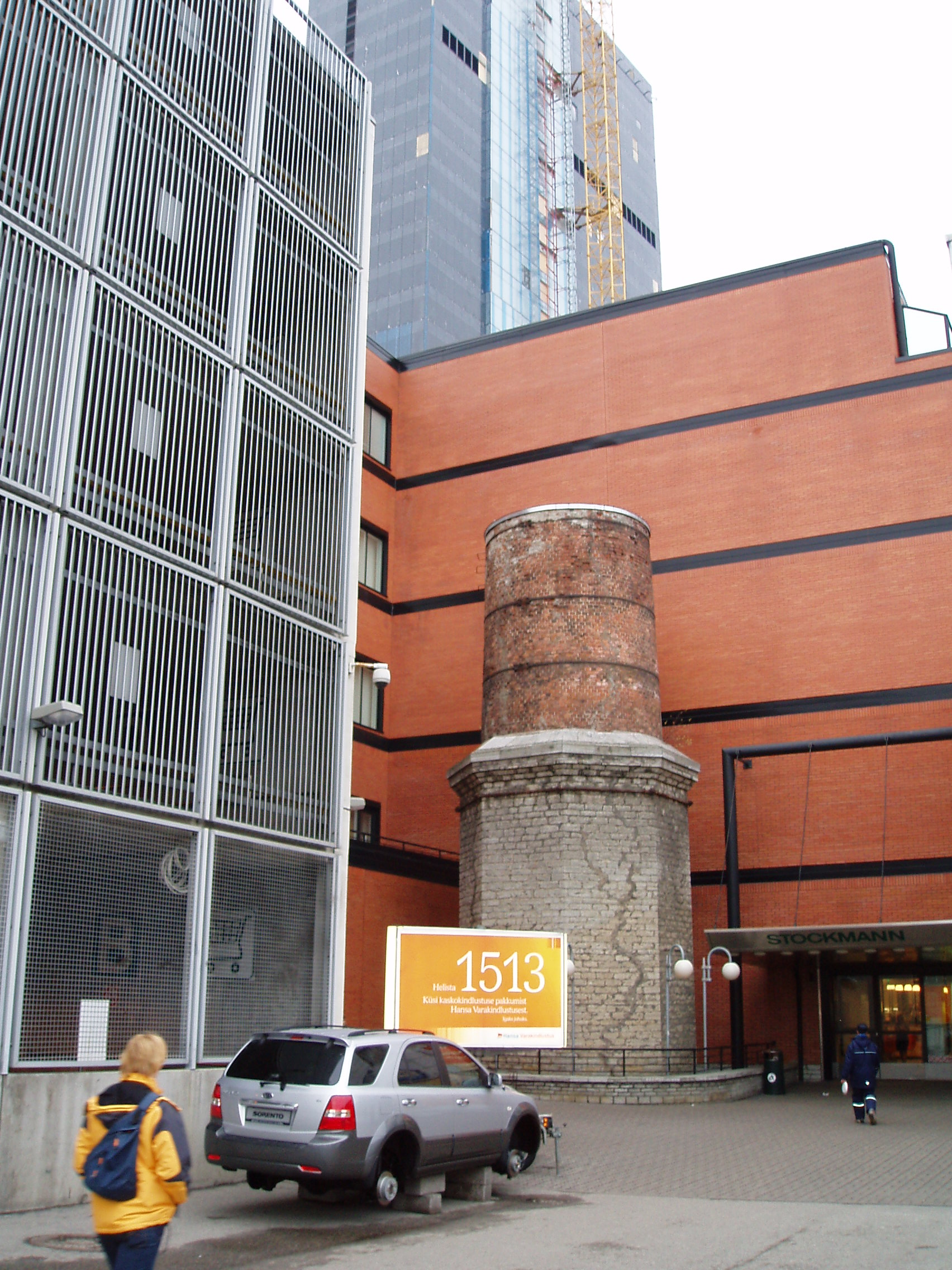
Труба бывшей бумажной фабрики под охраной

## Аутлет
Перший аутлет «Стокман» за межами Фінляндії відкрився 6 липня 2019 року в Москві.

## Критика
У Санкт-Петербурзі для будівництва універмагу Стокман було знесено квартал історичної забудови на розі Невського проспекту та вулиці Повстання. Громадські діячі (у тому числі активісти руху "Живе місто") звертали увагу на той факт, що обіцянка повністю відтворити фасади знесених будівель виконано не було, крім цього над центральною частиною будівель були збудовані надбудови з металу та скла, що спотворюють історичний вигляд перспективи Невського проспекту. Спікер Ради Федерації Росії Сергій Миронов назвав цей проект «важким ляпасом, нанесенним архітектурній особі міста». Губернатор Валентина Матвієнко згодом визнала цей проєкт «містобудівною помилкою».